# Фортеця Марієнберг
Фортеця Марієнберг (нім. Festung Marienberg) — укріплення, що розташоване над річкою Майн у Вюрцбурзі, (Нижня Франконія).
Марієнберг протягом майже п'яти століть був резиденцією князя-єпископа. Після завоювання шведським королем Густавом Адольфом в 1631 році фортеця була перебудована у бароковому стилі. У теперішній час фортеця відкрита для відвідування.

## Історичний огляд

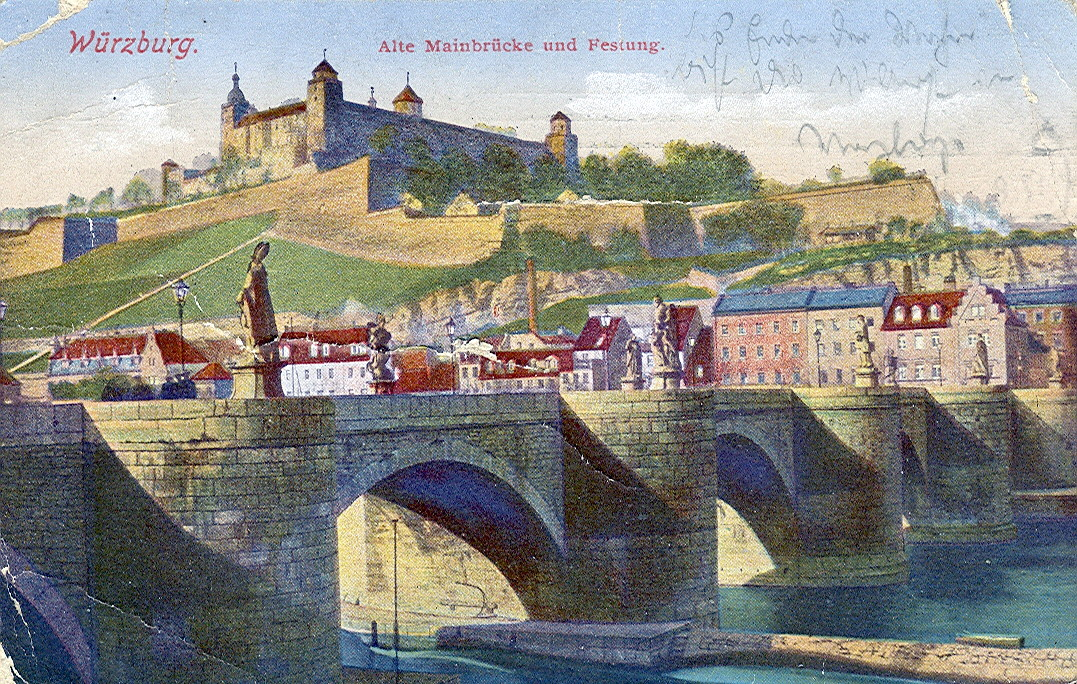
Листівка, 1920

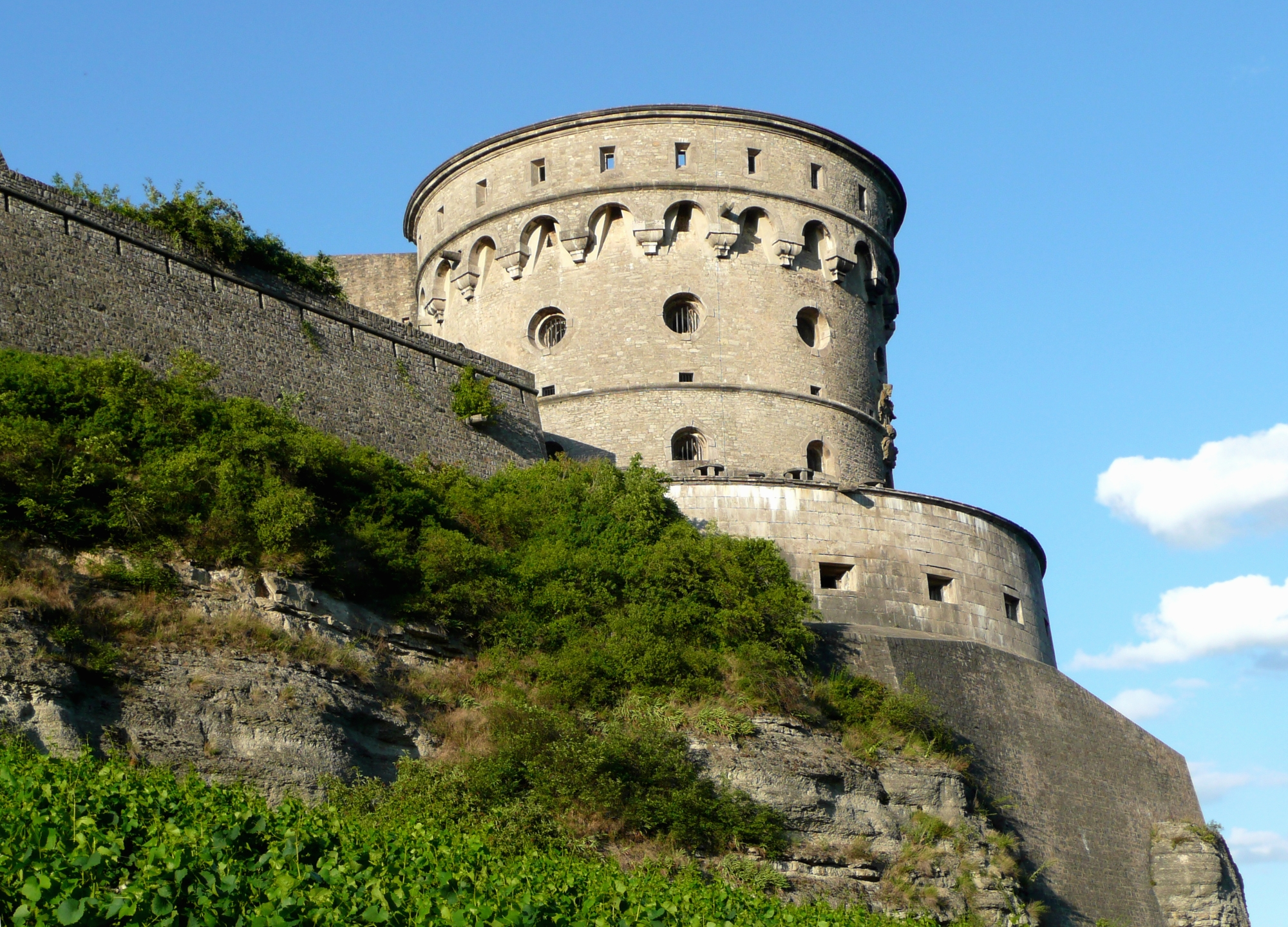
Вежа Машикулі

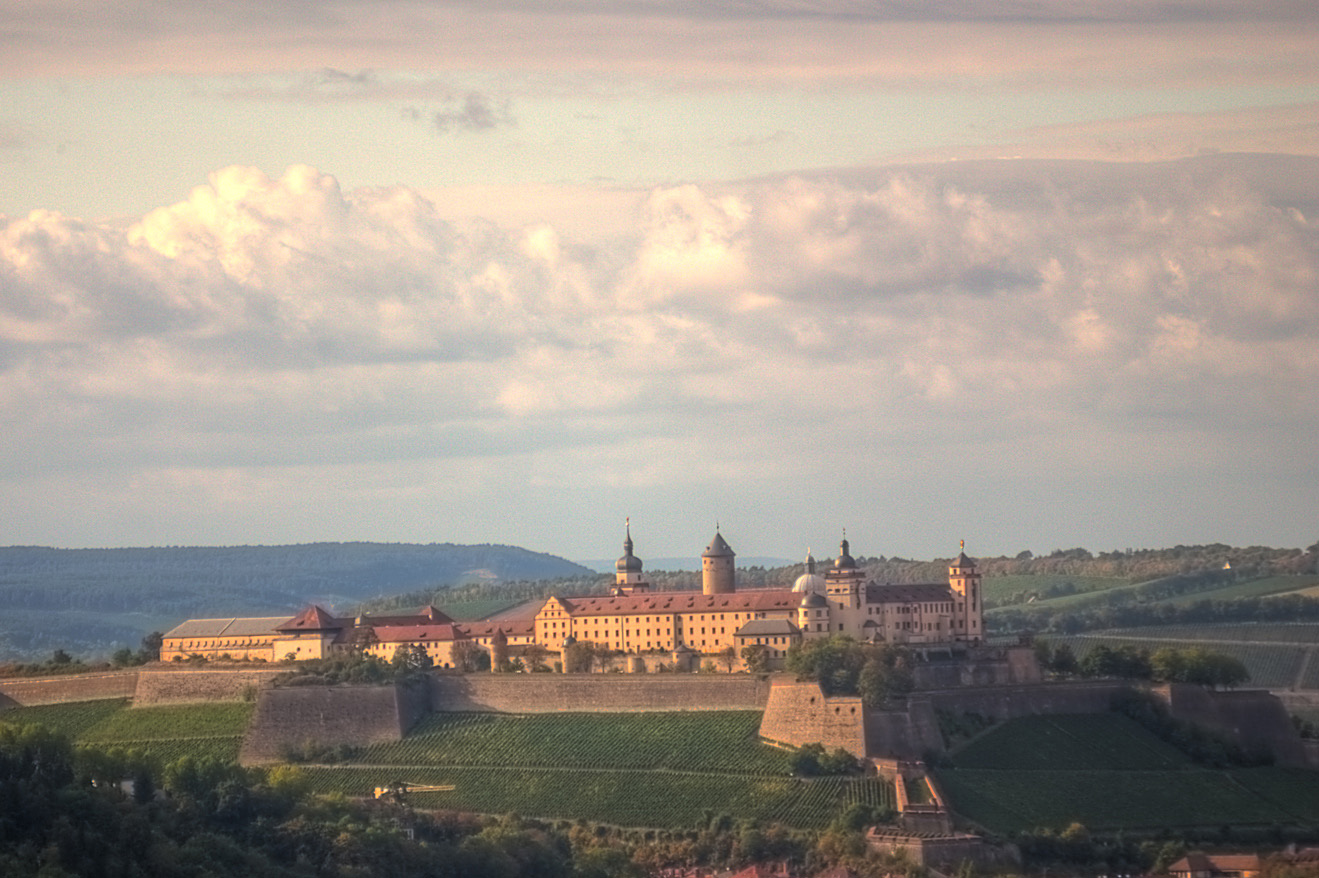
Фортеця

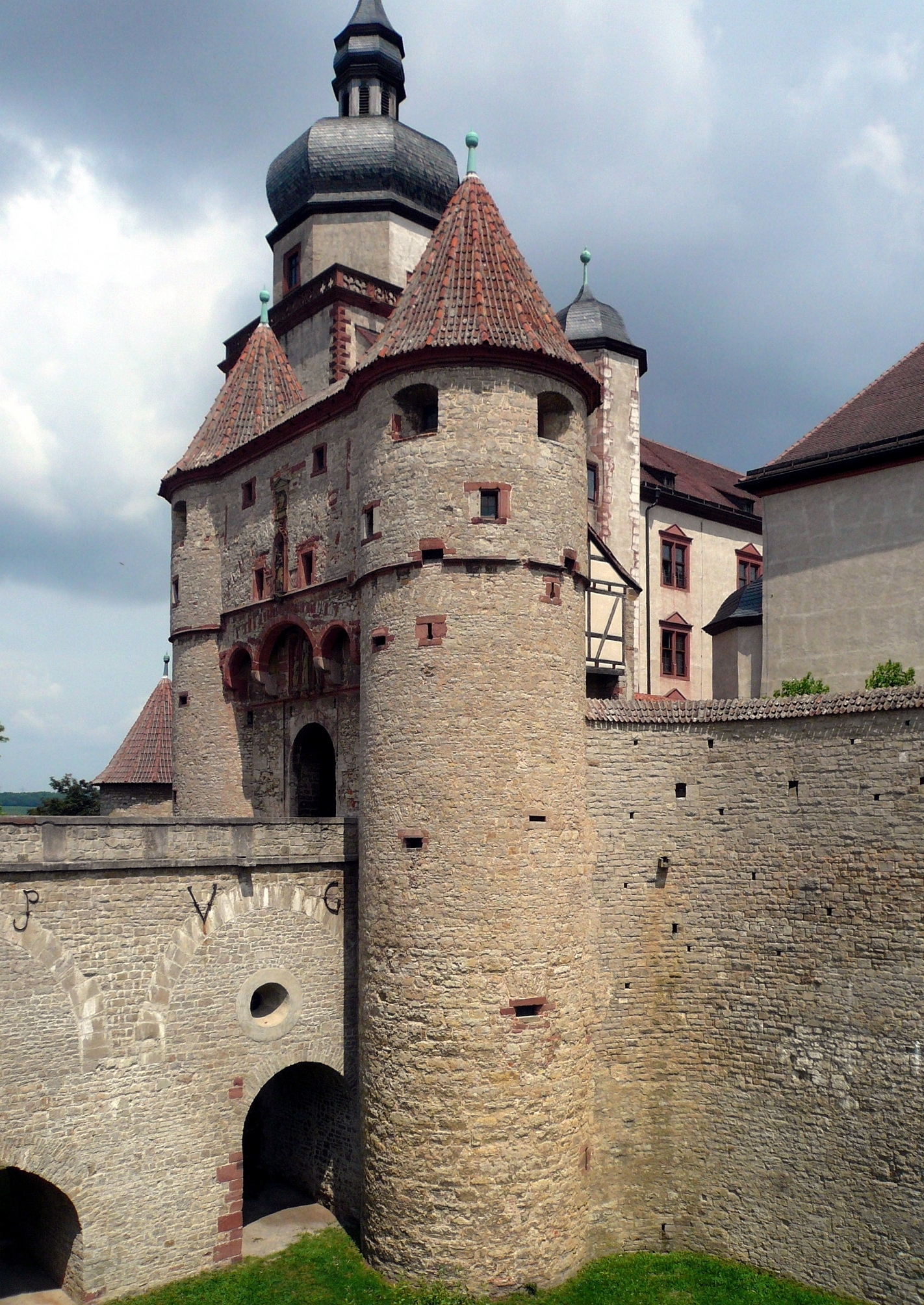
Шеренберзька брама

На пагорбі, де стоїть фортеця, знайдені рештки давнього кельтського поселення і язичницького капища.
У 704 році тут була освячена найдавніша церква Вюрцбурга каплиця Святої Марії (Marienkirche), у якій ховали вюрцбурзьких єпископів. Згодом від імені церкви була названа фортеця (нім. Marienberg — Фортеця Святої Марії), яка до того мала назву Вірцеберг. Під фортецею на березі Майна розташована давня церква св. Буркхарда.
Фортеця перебудовувалась кілька разів. Найдавніші її частини походять з VIII століття. У ХІІІ столітті з'явились укріплення, глибока криниця, палац єпископа Конрада фон Кверфурта (†1202).
У 1253–1719 роках фортеця Марієнберг була резиденцією вюрцбурзьких князів-єпископів.
У 1482 році головний замок був оточений середньовічними мурами з Шеренберзькою брамою.
У травні 1525 під час німецької Селянської війни повстанська армія у 15 тис. осіб взяла фортецю в облогу. Однак гарнізон, яким командував Фрідріх фон Бранденбург (1497–1536), не здав твердиню. Коли селянський ватажок Флоріан Гаєр вирушив до Ротенбурга-на-Таубері за стінобитною зброєю, на селян напало військо Швабського союзу. У битві князі вбили близько 8 тис. повстанців. Єпископ Конрад ІІ Тюнґен зміг повернутися до своєї резиденції, з якої він раніше втік. На спомин про ті події на схилі біля фортеці установлений пам'ятник учасникам Селянської війни.
Після пожежі приблизно в 1600 році єпископ Юліус Ехтер фон Меспельбрунн повністю відновив фортецю, надавши їй витончений вигляд у ренесансному стилі. Була добудована каплиця Святої Марії. У 1631 році під час Тридцятирічної війни шведський король Густав ІІ Адольф захопив фортецю.
За наказом князя-єпископа Йоганна Філіпа фон Шенборна (1642–1673) проведені значні роботи зі зміцнення фортеці. Навколо неї розпланували парк, який також виконував оборонну функцію. Зведені нові бастіони, з південної сторони з'явилась вежа Машикулі. Вирита 106-метрова криниця. Однак уже у XVII столітті з розвитком потужної артилерії фортеця втрачає стратегічне значення.
Фортеця була захоплена під час наполеонівських воєн. У 1945 році фортеця була піддана серйозному обстрілу, унаслідок чого майже повністю була зруйнована. Уціліли тільки частина муру і три вежі.
Після Другої світової війни середньовічну пам'ятку реставрували. Тепер тут проводяться екскурсії, організуються виставки. У фортеці розміщений Музей Майна і Франконії. У колишньому арсеналі виставлені всесвітньо відомі скульптури Тільмана Ріменшнайдера (бл. 1460–1531), який свого часу був ув'язнений в одній з фортечних веж. Експозиції Фюстенбаумського музею присвячені 1200-літній історії Вюрценбурга. Каплиця розписана Матіасом Гюнтером. Міст через Майн, що вважається одним з найстаріших на річці, прикрашений 12 бароковими скульптурами.